# إيرين فارجو
إيرين فارجو (بالإيطالية: Irene Fargo)‏ هي مغنية وممثلة إيطالية، ولدت في 1 نوفمبر 1962 في بالازولو سولوغليو ‏ في إيطاليا.

## وصلات خارجية
- إيرين فارجو على موقع IMDb (الإنجليزية)
- إيرين فارجو على موقع ميوزك برينز (الإنجليزية)
- إيرين فارجو على موقع أول ميوزيك (الإنجليزية)
- إيرين فارجو على موقع ديسكوغز (الإنجليزية)